# Hōhokekyo tonari no Yamada-kun
Hōhokekyo Tonari no Yamada-kun (ホーホケキョとなりの山田くん, Els meus veïns els Yamada) és una pel·lícula de comèdia anime japonesa de 1999 escrita i dirigida per Isao Takahata, animada per Studio Ghibli per a Tokuma Shoten, Nippon Television Network, Hakuhodo i Buena Vista Home Entreteniment, i distribuïda per Shochiku. Es basa en el yonkoma manga Nono-chan de Hisaichi Ishii. És protagonitzada per Hayato Isobata, Masako Araki, Naomi Uno, Touru Masuoka, Yukiji Asaoka, Akiko Yano i Kosanji Yanagiya. A diferència de les altres pel·lícules de l'Estudi Ghibli, la pel·lícula es presenta amb una estètica estilitzada del còmic, una sortida de l'estil anime tradicional de les altres obres de l'estudi.

## Argument
La pel·lícula és una sèrie de vinyetes que segueix la vida quotidiana de la família Yamada: Takashi i Matsuko (el pare i la mare), Shige (la mare de Matsuko), Noboru (d'aproximadament 13 anys, el fill), Nonoko (d'aproximadament 7 anys, la filla) i Pochi (el gos de la família).
Cadascuna de les vinyetes va precedida d'un títol com "El pare com a model", "Una família esquinçada" o "La supremacia patriarcal restaurada". Aquestes vinyetes cobreixen qüestions com la pèrdua d'un fill en un gran magatzem, les relacions entre pare i fill, o marit i dona, la saviesa de l'edat, conèixer la primera xicota i molts més. Cadascuna es presenta amb humor, presentant una imatge molt creïble de la vida familiar que traspassa les fronteres culturals. Les relacions entre Matsuko, Takashi i Shige són especialment ben observades, amb Shige donant consells i proverbis a tots els membres de la família, i amb una gran força de caràcter. La relació de Takashi i Matsuko és sovint el focus dels episodis, les seves rivalitats, com ara discutir sobre qui té el control de la televisió, les seves frustracions i les seves dificultats, però el tema primordial és el seu amor l'un per l'altre malgrat els seus defectes i el seu desig de ser els millors pares possibles per als seus fills.

## Repartiment de veu

### Reparatiment japonès
- Touru Masuoka com a Takashi Yamada
- Yukiji Asaoka com a Matsuko Yamada
- Hayato Isobata com a Noboru Yamada
- Naomi Uno com a Nonoko Yamada
- Masako Araki com a Shige Yamano
- Akiko Yano com a Fujihara-Sensei
- Kosanji Yanagiya com a lector de Haiku

### Repartiment anglès
- Jim Belushi com a Takashi Yamada
- Molly Shannon com a Matsuko Yamada
- Daryl Sabara com a Noboru Yamada
- Liliana Mumy com a Nonoko Yamada
- Tress MacNeille com a Shige Yamano
- David Ogden Stiers com a narrador

### Veus addicionals en anglès
- Jeff Bennett com el motorista número 1
- Corey Burton com a motorista número 2 i anunci de parada d'autobús
- Dixie Carter com a Lady #1
- Erin Chambers com a noia número 1
- Maree Cheatham com a Lady #2
- Melissa Disney com a dependenta de grans magatzems i noia amb paraigua
- Amber Hood com a Noia #2
- Edie McClurg com a professora de Noboru
- Jim Meskimen com a motorista principal
- Jon Miller com a locutor de beisbol
- Jeremy Shada com a Tanaka
- Billy West com a Home parlant amb Takashi

## Producció
Basada en el yonkoma manga Nono-chan de Hisaichi Ishii, és la primera pel·lícula completament digital de Studio Ghibli. Takahata volia que Yamada-kun tingués l'estil artístic de les imatges d'aquarel·la en lloc de les imatges cel·lulars. Per aconseguir-ho, les tècniques tradicionals de pintura sobre cel es van substituir per tecnologia digital, convertint Yamada-kun en la primera pel·lícula de Ghibli amb dibuixos d'animació pintats íntegrament en ordinadors.

## Banda sonora
La banda sonora va ser composta per Akiko Yano i es caracteritza per temes de piano molt breus, en lloc dels llargs temes orquestrals composts per Joe Hisaishi, afegint encara més la distinció de la pel·lícula de la resta de la filmografia de Ghibli. Peces clàssiques interpretades per l’Orquestra de Cambra Filharmònica Txeca dirigida per Mario Klemens.
Publicat per Tokuma l'1 de juliol de 1999.
CD 1
1. "Theme I: And So It Begins" 1:45
2. "Joyous Music I: Going Forward with Reckless Abandon" 0:26
3. "Cuckoo I: Not Like the Main Title" 0:28
4. "Extracte del "Nocturn No. 1 in B Flat Minor", Op. 9" de Frédéric Chopin 4:13
5. "Extracte de la "Simfonia No. 5", 1r Moviment, Marxa Funerària de Gustav Mahler" 0:29
6. "Extracte de la Marxa nupcial de Felix Mendelssohn" 4:22
7. "My Neighbors the Yamadas" Theme (Versió orquestral)" 3:34
8. Happy Bridge" 0:21
9. "Evening Waltz Theme (versió orquestral)" 1:43
10. "Lively BGM" 3:21
11. "The Dog's Policeman" 2:25
12. "Troubles (BGM I)" 1:08
13. "Troubles (BGM II)" 0:24
14. "Sunset Scamper" (1:01)
15. "Theme II: Thank Goodness" 1:11
16. "Shut Up and Bring It Here!" 0:34
17. "Joyous Music II: Please, Stop Pushing, Right Now!" 0:52
18. "Cuckoo II: Oh, Welcome Home" 0:29
19. "Happy Bridge II" 0:15
20. "Takashi and Matsuko's Tango" 0:59
21. "Pom Poko Tanuki Band" (Wakaya Rakudan) 1:13
22. "Joyous Music III: A Happy Mouth" 0:25
23. "A Father's Sorrow" 0:39
24. "Paradise of Freedom" 0:23
25. "Extracte de la "Simfonia núm. 1", "Gegant", 4t Moviment de Gustav Mahler 3:32
26. "Theme III: Spring Rain" 3:32
27. "Cuckoo III" 0:28
28. "Cuckoo IV: The Correct Answer" 0:26
29. "Cuckoo V"

CD 2
1. "Round of Forgotten Things I: Morning Blessings" 1:16
2. "Round of Forgotten Things II: Morning Blessings" 1:19
3. "Cherry Cherry" 0:45
4. "Extracte de l'Adagio de Tomaso Albinoni" 2:07
5. "Young People" 1:42
6. "Cuckoo VI: Summer Dreams" 0:28
7. "Joyous Music III: School is Fun" 0:50
8. "Exciting BGM" 0:45
9. "Telephone Line" (Akiko Yano) 2:56
10. "Johann Sebastian Bach: Preludi i Fuga No. 8 en E Flat Minor" 4:14
11. "Cheerful Music III: Going My Way" 1:16
12. "Round of Forgotten Things: Bridge" 0:28
13. "Round III of Forgotten Things: Good Advice" 0:36
14. "The Masked Moonbeam Theme Song, "Who is the Masked Moonbeam?" (Yoshiko Kondou) 3:24
15. "Broken Dreams" 0:24
16. ""Simfonia de les Joguines" de Leopold Mozart, Moviment No. 2" 2:27
17. "Que Sera, Sera (Whatever Will Be, Will Be)" 3:20
18. "Quit Being Alone" 3:55

## Estrena i recepció
La pel·lícula es va estrenar al Japó el 17 de juliol de 1999. Va ser l'única pel·lícula produïda per Ghibli que no va ser estrenada per Toho o la Toei Company. És una de les dues úniques pel·lícules de Takahata que no es distribueixen cap de les companyies, l'altra és Serohiki no Gōshu.
La pel·lícula va rebre crítiques positives, amb elogis al seu estil visual únic, humor i la seva mirada observativa a la vida familiar moderna dels suburbis japonesos. Al lloc de l'agregador de ressenyes Rotten Tomatoes, Hōhokekyo Tonari no Yamada-kun té una puntuació d'aprovació del 78% basada en 8 ressenyes i una puntuació mitjana de 7,1/10. Ryan Lambie de Den of Geek va atorgar a la pel·lícula quatre estrelles i va dir: "Qualsevol que s'esperi la bellesa altíssima d'una producció típica de Studio Ghibli probablement quedarà una mica desconcertat per la mundanitat de l'existència dels Yamada, però hi ha una calma a les seves lluites diàries, una sensació de tranquil·litat semblant a un haiku." Empire la va puntuar amb quatre estrelles i va descriure la pel·lícula com "una peça episòdica que intercanvia línies narratives per una sèrie d'observacions còmiques sobre la dinàmica familiar." Sam Sewell-Peterson de The Film Magazine va elogiar les imatges de la pel·lícula i la va anomenar "un bàlsam calmant, una mirada pausada i agradable a la mundanitat domèstica.
Malgrat les crítiques positives, la pel·lícula no va sortir tan bé a la taquilla del Japó com altres pel·lícules de Ghibli.

## Mitjans de comunicació domèstics
La pel·lícula va ser llançada en VHS i DVD al Japó per Buena Vista Home Entertainment Japan el 17 de novembre de 2000. És la primera pel·lícula de Studio Ghibli que s'estrena en DVD al Japó.
Hōhokekyo Tonari no Yamada-kun es va estrenar en DVD a Amèrica el 16 d'agost de 2005, juntament amb una altra pel·lícula de Takahata, Pompoko de Walt Disney Studios Home Entertainment. Una versió Blu-ray es va llançar al Japó el 2010 i al Regne Unit l'any següent. Els Estats Units mai van obtenir un llançament en Blu-ray per part de Disney, però GKIDS va llançar la pel·lícula en Blu-ray per primera vegada als EUA, a més de tornar a emetre el DVD amb un nou acord amb Studio Ghibli el gener. 16 de juliol de 2018.

## Premis
My Neighbors the Yamadas va rebre un premi a l'excel·lència per a l'animació al Japan Media Arts Festival de 1999.